# Нега (альбом)
«Нега» — пятый студийный альбом российского поп-певца Валерия Меладзе. Совместный проект певца и подопечных его брата, девушек из группы «ВИА Гра».
В 2004 году Валерий Меладзе стал лауреатом двух отечественных премий — ежегодной телевизионной музыкальной премии Муз-ТВ (победитель в номинациях «Лучший исполнитель года» и «Лучший дуэт года» — совместно с группой «ВИА Гра») и MTV Russia Music Awards 2004 (в номинации «Лучшая песня» с композицией «Притяженья больше нет»).

## Название
Нега — это очень по-русски; такая сладкая истома, мечтательность. Это то настроение, которое ассоциируется у меня с этим альбомом; особое расположение духа, в котором он создавался. Он вобрал в себя все то, что приходило на ум, что отражалось в нашем сознании в течение всего этого времени. В результате сложилась некая коллекция картин и зарисовок тех чувств, впечатлений, настроений, которыми сопровождалась наша жизнь на протяжении трёх лет.— Константин Меладзе

## История создания
Созданию альбома предшествовало осознание собственного статуса. Мы расправили крылья и почувствовали уверенность. Мы уже четко ощущали связь с нашим слушателем и несли ответственность за то, что ему преподносим. Песни к этому диску мы записывали не спеша, и если предыдущие альбомы, как правило, выпускались к запланированному сроку, то работа над этим протекла в естественном ритме. Мы не форсировали творческий процесс, и потому всё шло своим чередом. На создание нового альбома ушло три года. В нём отразился огромный спектр чувств, целая гамма эмоций, которые способен испытать человек за этот срок: от жгучей страсти «Текилы-любовь» до светлой печали в «Осколках лета». Многие песни, которые в него вошли, уже хорошо известны слушателям, и, если судить по тому, как часто они занимали верхние позиции хит-парадов, пришлись им по душе.— Константин Меладзе
На создание альбома ушло три года. Автором лирики, музыки и аранжировок всех песен является Константин Меладзе. Запись пластинки проходила в Москве на студии «Олимпик» и в киевской студии Константина Меладзе. В записи принимал участие украинский струнный квартет «Наполеон» и народный ансамбль «Берегиня».

## Выпуск и структура
Выпуск альбома «Нега» состоялся 2 декабря 2003 года. Пластинка была выпущена под лейблом Iceberg Music, а официальным дистрибьютором выступило «Первое Музыкальное Издательство».
В альбом вошли 14 композиций, среди которых «Чего не могут люди» — трек из мюзикла «Золушка» — и «Океан и три реки» — совместная работа с группой «ВИА Гра». В качестве бонуса на компакт-диске представлены 3 видеоклипа: «Се ля ви», «Океан и три реки» и «Я не могу без тебя». Последний жители России могли увидеть только благодаря этому альбому — на российских каналах он не появился.

## О звуке
Этот альбом получился довольно эклектичным, его невозможно отнести к какому-то стилю или жанру. По своей разноплановости он напоминает наш первый диск — «Сэру»; но более зрелый, уверенный. В «Неге» мы стремились показать максимально разнообразную звуковую палитру — были прописаны живые классические инструменты: скрипичный квартет, духовые, аккордеон, живые барабаны. Мы реализовали все, что хотели попробовать сделать, причём практически без каких-либо исправлений: в каком виде идеи появлялось в голове — так мы их воплощали.— Константин Меладзе

## Список композиций
| Издание 2003 года, включает в себя 14 треков и 8 видеоклипов. 1. «Се ля ви» — 3:55 2. «Осколки лета» — 3:41 3. «Переменится ветер» — 3:44 4. «Я не могу без тебя» — 4:10 5. «Магдалина» — 3:36 6. «Спрячем слезы от посторонних» — 3:47 7. «Не уходи» — 4:06 8. «Лили-анаконда» — 3:26 9. «В двух шагах от рая» — 4:07 10. «Сделай это прямо сейчас» — 3:40 11. «Текила-любовь» — 3:43 12. «Комедиант» — 4:15 13. «Чего не могут люди» (из к/ф «Золушка») — 3:38 14. «Океан и три реки» (с группой «ВИА Гра») — 3:39 Видео: 1. «Се ля ви» 2. «Океан и три реки» (с группой «ВИА Гра») 3. «Я не могу без тебя» 4. «Спрячем слезы от посторонних» 5. «Комедиант» 6. «Текила-любовь» 7. «Не уходи» 8. «Осколки лета» | Издание 2009 года, включает в себя 14 треков первой версии альбома и один бонус-трек. 1. «Се ля ви» — 3:55 2. «Осколки лета» — 3:41 3. «Переменится ветер» — 3:44 4. «Я не могу без тебя» — 4:10 5. «Магдалина» — 3:36 6. «Спрячем слезы от посторонних» — 3:47 7. «Не уходи» — 4:06 8. «Лили-анаконда» — 3:26 9. «В двух шагах от рая» — 4:07 10. «Сделай это прямо сейчас» — 3:40 11. «Текила-любовь» — 3:43 12. «Комедиант» — 4:15 13. «Чего не могут люди» (из к/ф «Золушка») — 3:38 14. «Океан и три реки» (с группой «ВИА Гра») — 3:39 Бонус-трек: 1. «Притяженья больше нет» (с группой «ВИА Гра») — 4:22 |

## Международный тур
| Северная Америка |                 |                           |                                |
| 21 октября 2004  | Бостон          | Соединённые Штаты Америки | John Hancock Hall              |
| 22 октября 2004  | Нью-Йорк        | Соединённые Штаты Америки | Millennium Theater             |
| 23 октября 2004  | Филадельфия     | Соединённые Штаты Америки | Archbishop Wood High School    |
| 24 октября 2004  | Нью-Йорк        | Соединённые Штаты Америки | Millennium Theater             |
| 27 октября 2004  | Майами          | Соединённые Штаты Америки | N.M.B. Performing Arts Theater |
| 29 октября 2004  | Детройт         | Соединённые Штаты Америки | Millennium Theatre Center      |
| 30 октября 2004  | Торонто         | Канада                    | Earl Haig Secondary School     |
| 31 октября 2004  | Чикаго          | Соединённые Штаты Америки | Christian Heritage Academy     |
| 3 ноября 2004    | Денвер          | Соединённые Штаты Америки | Teikyo Loretto Heights Theater |
| 5 ноября 2004    | Сан-Франциско   | Соединённые Штаты Америки | Palace Of Fine Arts Theatre    |
| 7 ноября 2004    | Лос-Анджелес    | Соединённые Штаты Америки | Wilshire Ebell Theatre         |
| Европа           |                 |                           |                                |
| 12 марта 2005    | Минск           | Белоруссия                | Дворец Республики              |
| 18 мая 2005      | Минск           | Белоруссия                | West World Club                |
| 10 июня 2005     | Юрмала          | Латвия                    | Концертный зал «Дзинтари»      |
| 21 октября 2005  | Киев            | Украина                   | ДК «Украина»                   |
| 11 ноября 2005   | Москва          | Россия                    | Кремлёвский Дворец             |
| 12 ноября 2005   | Москва          | Россия                    | Кремлёвский Дворец             |
| 18 ноября 2005   | Санкт-Петербург | Россия                    | БКЗ «Октябрьский»              |

## Творческая группа
Альбом создан при участии:

| - Слова и музыка — Константин Меладзе - Аранжировки — К. Меладзе, Юрий Шепета - Гитара — Олег Белов, Сергей Воронов (11), Стефан Василишин (14) - Саксофон, флейта, сопилки, окарина — Михаил Педченко - Бэк-вокал — Наталья Гура, Оксана Павловская, К. Меладзе - Бас — Вячеслав Воронов - Ударные — Сергей Бурцев - Скрипка — Иван Спысаренко - Аккордеон — Константин Стрельченко - Саксофон-сопрано — Игорь Рудый (13) | - Струнный квартет «Наполеон-квартет» под управлением Сергея Митрофанова - Хор «Берегиня» под управлением Мыколы Буравского - Звукорежиссёры — Валерий Таманов, Владимир Бебешко, Вячеслав Ованесян - Звукооператоры — Владимир Копцов, Сергей Ребрик - Запись произведена в «Олимпик-студио» г. Москва и в студии «Музыкальная биржа» г. Киев - Продюсер — К. Меладзе - Фото — Дмитрий Перетрутов - Дизайн — oboz design studio |